# The End Times Tour
The End Times Tour — спільний тур американських рок-гуртів Marilyn Manson та The Smashing Pumpkins. Він розпочався посеред The Hell Not Hallelujah Tour на підтримку дев'ятого студійного альбому Marilyn Manson The Pale Emperor; у той час як The Smashing Pumpkins вирушили на підтримку свого дев'ятого студійного альбому, Monuments to an Elegy. Наразі невідомо чи видадуть останні десяту платівку, що має вийти колись у 2015, до початку туру.
Американський хіп-хоп виконавець Cage підтвердив, що він буде на розігріві. Назва туру є поєднанням назв пісень обох гуртів: «The End Is the Beginning Is the End» The Smashing Pumpkins і «Astonishing Panorama of the Endtimes» Marilyn Manson. Мерілін Менсон продовжить Hell Not Hallelujah Tour після закінчення The End Times Tour.

## Передісторія
Дружба Корґана й Менсона сягає кінця 90-их, коли перший був неофіційним консультантом колективу на ранніх стадіях запису платівки Менсона Mechanical Animals (1998). Прослухавши кілька ранніх пісень, Корґан схвалив напрямок і порадив більше розкрити його, маючи на увазі ґлем-роковий стиль. Альбом, спродюсований Менсоном, Шоном Біваном і Майклом Бейнгорном, вийшов 15 вересня 1998, дебютувавши на 1-ій сходинці Billboard 200 з 223 тис. копій, проданих за перший тиждень.
Після виходу Mechanical Animals особисті та професійні стосунки пари зіпсувалися. 15-річна ворожнеча нібито виникла після того, як Корґан написав «різкого» листа Менсону, де стверджував, що актриса Роуз Макґавен — з якою Менсон був заручений на той час — «зруйнувала б моє життя і мою кар'єру, якби я залишився з нею». Менсон відповів Корґану, заявивши, що «було б доброю маркетинговою ідеєю [продавати] футболки Чарлі Брауна й лисі кепки на концертах» через схожість з його зовнішністю. Обоє публічно врегулювали конфлікт, коли Менсон виконав власну пісню «Third Day of a Seven Day Binge» та «Ava Adore» The Smashing Pumpkins у Лондоні в Camden Palace Theatre 5 грудня 2014. Останній трек виконали знову, коли обидва гурти з'явилися на австралійському музичному фестивалі Soundwave.

## Сет-лист
Наведений сет-лист не відображає сет-листи всіх концертів туру.
Marilyn Manson
1. «Deep Six»
2. «Disposable Teens»
3. «mOBSCENE»
4. «No Reflection»
5. «Third Day of a Seven Day Binge»
6. «Sweet Dreams (Are Made of This)»
7. «Angel With the Scabbed Wings»
8. «Personal Jesus»
9. «The Dope Show»
10. «Rock Is Dead»
11. «Lunchbox»
12. «Antichrist Superstar»
13. «The Beautiful People»
14. «Coma White»/«Man That You Fear»

The Smashing Pumpkins
1. «Cherub Rock»
2. «Bullet with Butterfly Wings»
3. «Tonight, Tonight»
4. «Ava Adore»
5. «Drum + Fife»
6. «One and All (We Are)»
7. «The Everlasting Gaze»
8. «Zero»
9. «The Crying Tree of Mercury»
10. «Mayonaise»
11. «Disarm»
12. «Landslide»
13. «1979»
14. «Run2Me»
15. «Thru the Eyes of Ruby»
16. «Stand Inside Your Love»
17. «United States»
18. «Today»
19. «Geek U.S.A.»

## Дати концертів
| Дата             | Місто            | Країна           | Місце проведення            | Відвідуваність   | Дохід            |
| Північна Америка | Північна Америка | Північна Америка | Північна Америка            | Північна Америка | Північна Америка |
| ---------------- | ---------------- | ---------------- | --------------------------- | ---------------- | ---------------- |
| 7 липня 2015     | Конкорд          | США              | Concord Pavilion            | Н/Д              | Н/Д              |
| 9 липня 2015     | Ервайн           | США              | Irvine Meadows Amphitheatre | 16 085/16 085    | Н/Д              |
| 10 липня 2015    | Лас-Вегас        | США              | The Joint                   | 4136/4136        | $313 578         |
| 11 липня 2015    | Фінікс           | США              | Comerica Theatre            | Н/Д              | Н/Д              |
| 13 липня 2015    | Моррісон         | США              | Red Rocks Amphitheatre      | Н/Д              | Н/Д              |
| 15 липня 2015    | Даллас           | США              | Gexa Energy Pavilion        | Н/Д              | Н/Д              |
| 16 липня 2015    | Г'юстон          | США              | NRG Arena                   | Н/Д              | Н/Д              |
| 18 липня 2015    | Сан-Антоніо      | США              | Freeman Coliseum            | Н/Д              | Н/Д              |
| 19 липня 2015    | Остін            | США              | Austin City Limits Live     | Н/Д              | Н/Д              |
| 20 липня 2015    | Новий Орлеан     | США              | Bold Sphere Music           | Н/Д              | Н/Д              |
| 22 липня 2015    | Маямі            | США              | Bayfront Park Amphitheatre  | Н/Д              | Н/Д              |
| 24 липня 2015    | Тампа            | США              | MidFlorida Amphitheatre     | Н/Д              | Н/Д              |
| 25 липня 2015    | Атланта          | США              | Aaron's Amphitheatre        | Н/Д              | Н/Д              |
| 26 липня 2015    | Ралі             | США              | Red Hat Amphitheater        | Н/Д              | Н/Д              |
| 28 липня 2015    | Бостон           | США              | Blue Hills Bank Pavilion    | Н/Д              | Н/Д              |
| 29 липня 2015    | Голмдел-Тауншіп  | США              | PNC Bank Arts Center        | Н/Д              | Н/Д              |
| 31 липня 2015    | Вонто            | США              | Jones Beach Theater         | Н/Д              | Н/Д              |
| 1 серпня 2015    | Машантакет       | США              | Foxwoods Resort Casino      | Н/Д              | Н/Д              |
| 2 серпня 2015    | Камден           | США              | Susquehanna Bank Center     | Н/Д              | Н/Д              |
| 4 серпня 2015    | Торонто          | Канада           | Molson Amphitheatre         | Н/Д              | Н/Д              |
| 5 серпня 2015    | Кларкстон        | США              | DTE Energy Music Theatre    | Н/Д              | Н/Д              |
| 7 серпня 2015    | Чикаго           | США              | FirstMerit Bank Pavilion    | Н/Д              | Н/Д              |
| 8 серпня 2015    | Цинциннаті       | США              | Riverbend Music Center      | Н/Д              | Н/Д              |
| 9 серпня 2015    | Нашвілл          | США              | Ascend Amphitheater         | Н/Д              | Н/Д              |

## Учасники
Marilyn Manson
- Мерілін Менсон — вокал
- Твіґґі — бас-гітара
- Пол Вайлі — гітара
- Ґіл Шерон — барабани
- Денієл Фокс — клавішні, перкусія

The Smashing Pumpkins
- Біллі Корґан — вокал, соло-гітара
- Джефф Шредер — ритм-гітара
- Джеймс Бейтс — бас-гітара
- Джиммі Чемберлен — барабани